# 加尔比亚泰
加尔比亚泰（義大利語：Galbiate），是意大利莱科省的一个市镇。总面积16.14平方公里，人口8636人，人口密度535.1人/平方公里（2009年）。国家统计（ISTAT）代码为097036。
加尔比亚泰与布里安扎地区安诺内、奇瓦泰、科莱布里安扎、埃洛、加尔拉泰、萊科、马尔格拉泰、奥焦诺、奥尔吉纳泰、佩斯卡泰、瓦尔格雷根蒂诺和瓦尔马德雷拉接壤。